# Antiphona
Antiphona è un gruppo corale venezuelano a voci miste, costituito da 24 cantori. Dal momento stesso della sua creazione, Antiphona si è incaricato di diffondere negli scenari latinoamericani ed europei la musica corale di tutti i tempi, lavorando in particolar modo sul repertorio corale contemporaneo.
Il suo Direttore Titolare è il Mtro. César Alejandro Carrillo

## Biografia
La Coral Antiphona sorge nel 1995 all'interno dell'Orquesta Sinfónica del Zulia, in Venezuela, fondata dal Mtro. Juan Belmonte, con lo scopo di rispondere alle esigenze del repertorio sinfonico corale. Attualmente Antiphona è costituita come una Associazione Civile ONLUS di divulgazione culturale.
Lungo il suo percorso musicale, Antiphona ha partecipato in diversi appuntamenti corali in Bulgaria, Colombia, Cuba, Francia, Italia, Spagna, Messico, Ungheria e Venezuela.

## Festivals e Concorsi
Dal punto di vista curricolare, Antiphona ha partecipato nei seguenti festivals e concorsi:
Festivals:
- V Festival Internacional de Coros de Santiago de Cuba / Santiago di Cuba, Cuba 1999.
- II Festival de Coros Maracaibo un canto a Vos / Maracaibo, Venezuela 2001.
- XX Anniversario del Festival de Coros de Álava / Vitoria-Gasteiz, Spagna 2001.
- I Festival Mundial de Coros de Puebla / Puebla, Messico 2002.
- VII Festival Internacional D´Canto / Isola di Margherita, Venezuela 2004. [Premio del pubblico].
- III Festival de Coros de Cámara Cantarte / Caracas, Venezuela 2004.

Concorsi:
- I Concurso de Coros "Luis Soto Villalobos" / Maracaibo, Venezuela 1999. [Primo premio]
- III Competencia de Coros de Mérida / Mérida, Venezuela 2002. [Primo premio nella categoria di Polifonia e Secondo premio nella categoria di Folklore].
- XXXVII Certamen Internacional de Masas Corales / Tolosa, Spagna 2005.
- XXIV Festival-Certamen Internacional de Música de Cantonigròs / Cantonigròs, Spagna. 2006. [Primo premio nella categoria di Cori Misti e Primo premio nella categoria di Musica Popolare].
- LII Certamen Internacional de Habaneras y Polifonía / Torrevieja, Spagna 2006. [Terzo premio di Habaneras e Premio "Francisco Vallejos" alla migliore interpretazione di un'habanera popolare].
- LV Concorso Polifonico Internazionale Guido d'Arezzo / Arezzo, Italia 2007. [Terzo Premio nella categoria di Polifonia].
- XXXVII Florilège Vocal de Tours / Tours (Francia).
- XXXI Международен майски хоров конкурс “Проф. Г. Димитров” (Concorso Corale Internazionale di maggio Prof. G. Dimitrov) / Varna (Bulgaria). [Primo premio nella categoria Cori da Camera].
- XXIV Bartók Béla Nemzetközi Kórusverseny (Concorso Corale  Internazionale Béla Bartók) / Debrecen (Ungheria). [Terzo premio nella categoria Cori da camera].

## Organico
Soprani 1
- Johanna Chacín
- Valeria Pire
- Florannedig Ortiz

Soprani 2
- Zhara Flaviani
- Daniela Gonzalez
- Sara Gonzalez

Alti 1
- Lourdes Franco
- Maria Isabel Salas
- Khiara Flaviani

Alti 2
- Migdali Herrison
- Danybel Villamizar
- Estefania Lopez

Tenori 1
- Alexis Garrido
- Keinel Aparicio
- Andrés Montilla

Tenori 2
- Hender Paz
- Deivis Herrera

Baritoni
- Hender García
- Daniel Villamizar
- Juan Diego Pire

Bassi
- Guillermo Nava
- Neldenis Montiel
- Javier Briceño

Strumentista
- Héctor Eduardo Silva (Cuatro)

Maestro César Alejandro Carrillo